# Nakagami (distrito)

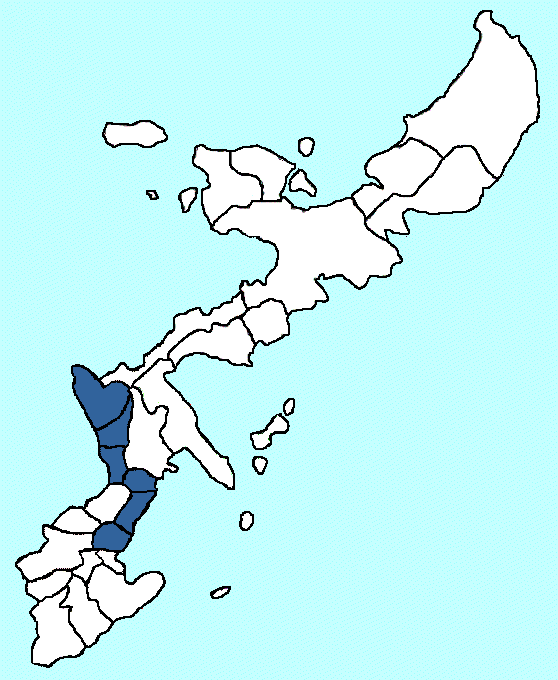
Distrito de Nakagami na Prefeitura de Okinawa

Nakagami (中頭郡地区), é um distrito situado em Okinawa, Japão. Dados de 2003 mostram que o distrito tem uma população estimada de 169.332 habitantes e a densidade populacional de 1 216,03 hab./km². A área total é de 139,25 quilômetros quadrados.

## Vilas e aldeias
- Chatan
- Kadena
- Katsuren
- Kitanakagusuku
- Nakagusuku
- Nishihara
- Yomitan
- Yonashir